# Euthygomphus martini
Euthygomphus martini – gatunek ważki z rodziny gadziogłówkowatych (Gomphidae). Stwierdzony w północno-wschodnich Indiach (stany Meghalaya i Bengal Zachodni), Bangladeszu i Mjanmie.